# Мария фон Хесен-Касел (1814−1895)
Мария Луиза Шарлота фон Хесен-Касел (на немски: Marie Luise Charlotte Prinzessin von Hessen-Kassel; * 9 май 1814, Копенхаген; † 28 юли 1895, дворец Хоенбург, Ленгрис, Кралство Бавария) е ландграфиня от Хесен-Касел-Румпенхайм и чрез женитба принцеса на Анхалт-Десау.

## Произход
Тя е втората дъщеря на ландграф Вилхелм фон Хесен-Касел (1787 – 1867) и съпругата му принцеса Луиза Шарлота Датска (1789 – 1864), дъщеря на наследствен принц Фридрих Датски (1753 – 1805) и херцогиня София Фредерика фон Мекленбург (1758 – 1794). Майка ѝ е сестра на Кристиан VIII (1786 – 1848), крал на Дания (1839 – 1848), крал на Норвегия (1814). По-малката ѝ сестра Луиза (1817 – 1898) е омъжена през 1842 г. за по-късния датски крал Кристиан IX (1818 – 1906).

## Фамилия
Мария Луиза Шарлота фон Хесен-Касел се омъжва на 11 септември 1832 г. в дворец Румпенхайм в Офенбах на Майн за принц Фридрих Август фон Анхалт-Десау (* 23 септември 1799, Десау; † 4 декември 1864, Десау), третият син на наследствен принц Фридрих фон Анхалт-Десау (1769 – 1814) и ландграфиня Амалия фон Хесен-Хомбург (1774 – 1846). Те имат три дъщери:
- Аделхайд Мария (* 25 декември 1833, Десау; † 24 ноември 1916, Кьонигщайн им Таунус), омъжена на 23 април 1851 г. в Десау за херцог Адолф I фон Насау (1817 – 1905), по-късно велик херцог на Люксембург
- Батилдис Амалгунда (* 29 декември 1837, Десау; † 10 февруари 1902, дворец Наход, Бохемия), омъжена на 30 май 1862 г. в Десау за принц Вилхелм фон Шаумбург-Липе (1834 – 1906), син на княз Георг Вилхелм фон Шаумбург-Липе (1784 – 1860) и принцеса Ида фон Валдек-Пирмонт (1796 – 1869)
- Хилда Шарлота (* 13 декември 1839, Десау; † 22 декември 1926, Десау), неомъжена